# Cornelis Herminus Rijke
Cornelis Herminus Rijke (Hilversum, 2 oktober 1888 – aldaar, 26 januari 1975) was een Nederlands componist en dirigent. Meestal is hij bekend onder zijn pseudoniemen: C.J.N. Cori en Charl. H. Ridée.

## Levensloop
Rijke studeerde muziek bij Hendrik Andriessen en Jan Pouwels. Hij was tijdens de Eerste Wereldoorlog dirigent van het mobilisatie-muziekkorps. Na de oorlog, waarin Nederland uiteindelijk neutraal bleef, richtte hij in Hilversum het "Politiemuziekgezelschap Excelsior" op. Hij werd ook de eerste dirigent van het korps, maar moest die functie neerleggen na een aanvaring met een van zijn meerderen. Hij was ook dirigent van het Fanfareorkest Leo Hilversum (1947-1964). Ook in Muiden was hij dirigent van een muziekkorps. 
Als componist schreef hij meer dan veertig marsen, waarvan 27 bij de muziekuitgeverij Molenaar gepubliceerd zijn. De meeste van zijn marsen worden tot op de dag van vandaag gespeeld.

## Compositie
- 1948 Avanti
- 1949 De Garde
- 5e Lustrum
- Andante Religioso
- Black Diamonds
- Close Up
- Concordia
- De Tippelaars
- Determinato, mars
- Gooilandia
- De Opmars
- Entrée du Défilé
- Entrée de Concours
- Gilde Mars
- Imperial
- Jingle Bells Parade
- Juniores en Anvant
- March for the friends
- Meeting Point
- Montreal
- Onze Mars
- Sans Souci, mars
- Sarie Marais
- The Blue Pennant, mars
- The Golden Plaque
- The Yellow Rose
- Wel Thuis